# Antonio de la Cruz
Antonio de la Cruz (født 7. maj 1947) er en spansk fodboldspiller.

## Spaniens fodboldlandshold
| Spaniens landshold | Spaniens landshold | Spaniens landshold |
| År                 | Kmp                | Mål                |
| ------------------ | ------------------ | ------------------ |
| 1972               | 3                  | 0                  |
| 1973               | 0                  | 0                  |
| 1974               | 0                  | 0                  |
| 1975               | 0                  | 0                  |
| 1976               | 0                  | 0                  |
| 1977               | 0                  | 0                  |
| 1978               | 3                  | 0                  |
| Total              | 6                  | 0                  |